# Tavernay
Tavernay ist eine französische Gemeinde mit 503 Einwohnern (Stand: 1. Januar 2022) im Département Saône-et-Loire in der Region Bourgogne-Franche-Comté. Die Gemeinde gehört zum Arrondissement Autun und zum Kanton Autun-1 (bis 2015: Kanton Autun-Nord). 

## Geographie
Tavernay liegt etwa acht Kilometer nordnordwestlich von Autun. Umgeben wird Tavernay von den Nachbargemeinden Sommant im Norden, Reclesne im Nordosten, Saint-Forgeot im Osten, Autun im Süden und Südosten, Monthelon im Süden sowie La Celle-en-Morvan im Westen.

## Bevölkerungsentwicklung
| 1962                       | 1968 | 1975 | 1982 | 1990 | 1999 | 2006 | 2013 |
| -------------------------- | ---- | ---- | ---- | ---- | ---- | ---- | ---- |
| 470                        | 428  | 411  | 447  | 509  | 520  | 519  | 488  |
| Quellen: Cassini und INSEE |      |      |      |      |      |      |      |

## Sehenswürdigkeiten
- Kirche Saint-Laurent
- Schloss Morcoux aus dem 17. Jahrhundert, Monument historique

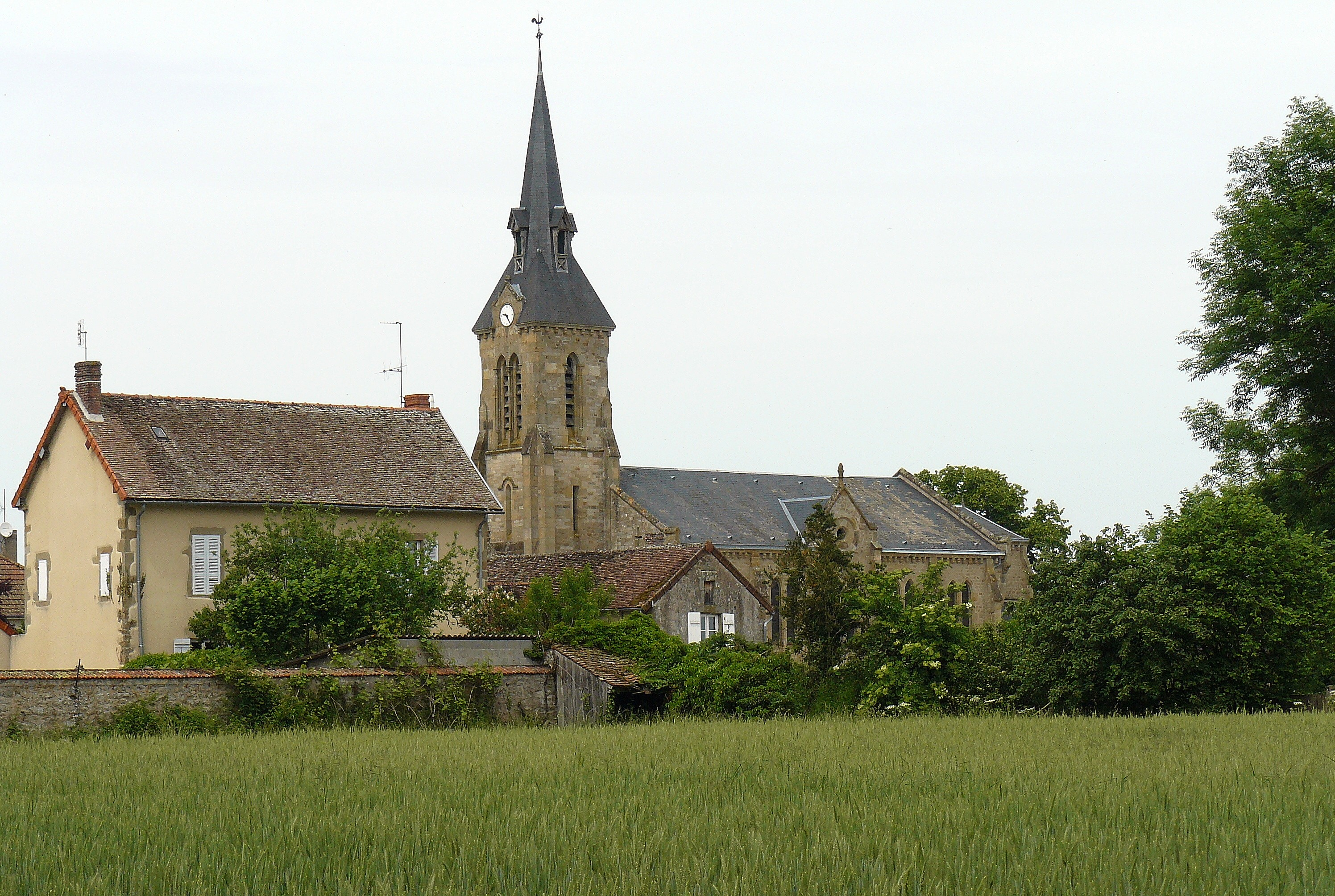
Kirche Saint-Laurent

- Schloss La Comaille
- mehrere Domänen